# CAVIM Catatumbo
CAVIM Catatumbo – powtarzalny karabin wyborowy skonstruowany w wenezuelskich zakładach Compañía Anónima Nacional de Industrias Militares.
Broń powstała na przełomie pierwszej i drugiej dekady XXI wieku na zamówienie wenezuelskich sił zbrojnych. Zgodnie z zamówieniem opracowano wersje zasilane nabojami 7,62 × 39 mm, 7,62 × 51 mm NATO i 7,62 × 54 mm R. Próby karabinu zakończyły się 18 sierpnia 2011 roku. Na razie nie podjęto decyzji o rozpoczęciu produkcji seryjnej tej broni. Jeśli zostanie przyjęta na uzbrojenie armii wenezuelskiej uzupełni ona, lub zastąpi zakupione w 2007 roku rosyjskie samopowtarzalne karabiny wyborowe SWDM.